# Massimo Bubola (album)
Massimo Bubola, pubblicato nel giugno del 1982, è il quarto album del cantautore Massimo Bubola.
Nel 2001 è stato ristampato con l'aggiunta di tre bonus tracks ed il titolo cambiato in Giorni dispari.

## Tracce
Testi e musiche di Massimo Bubola, eccetto dove indicato.
Lato A
1. Viale del tramonto – 4:39
2. Treno di mezzanotte – 3:39
3. Billi Billi (Love Me Like You Did Before) – 3:05 (Willy DeVille, Massimo Bubola)
4. Spezzacuori – 4:40

Durata totale: 16:03
Lato B
1. Giorni dispari – 4:24
2. Vieni alla finestra (Vagabond Moon) – 3:57 (Willie Nile, Massimo Bubola)
3. Tu angelo tu – 3:29
4. Oro e argento – 3:38

Durata totale: 15:28

## Formazione
- Massimo Bubola – voce, armonica, chitarra elettrica
- Claudio Cattafesta – chitarra elettrica, cori, chitarra sintetica, organo Hammond
- Fio Zanotti – organo Hammond, pianoforte
- Claudio Golinelli – basso
- Francesco Casale – batteria
- Alan King – sax
- Giuliano Pacchioni, Gino Caria – cori